# Commerce City
Commerce City – miasto w Stanach Zjednoczonych, w stanie Kolorado, w hrabstwie Adams. Według spisu w 2020 roku liczy 62,4 tys. mieszkańców, z czego prawie połowa to Latynosi. Jest północnym przedmieściem aglomeracji Denver, położonym między Westminster na zachodzie i Thornton na wschodzie.
Rafineria Suncor w dzielnicy Brighton Boulevard jest jedyną dużą rafinerią ropy naftowej w Kolorado.